# Atomium
Atomium je spomenik, znamenita stavba v Bruslju. Zgradili so ga na planoti Heysel za bruseljsko svetovno razstavo leta 1958 (Expo 58). Oblikovali so ga André Waterkeyn in arhitekta André in Jean Polak. Njegov stolp za anteno seže 102 metra nad pritličje. Sestavlja ga devet jeklenih krogel, ki so medsebojno povezane kot 165-milijardkrat povečana osnovna celica železovega kristala . Cevi s premerom 3 m povezujejo krogle vzdolž dvanajstih robov kocke in vseh osem vozlišč s središčem. Ima stopnice, tekoče stopnice in dvigalo (v osrednji, navpični cevi), ki omogočajo dostop do petih prostorov, v katerih so razstavne dvorane in drugi javni prostori. V vrhnji krogli je restavracija s panoramskim razgledom na Bruselj.
Leta 2013 ga je CNN imenovala za najnenavadnejšo stavbo v Evropi. 

## Predmet
Čeprav Atomium prikazuje celico železa, so bile kroglice prvotno obložene z aluminijem. Po prenovi leta 2004–2007 pa je bil aluminij nadomeščen z nerjavnim jeklom, ki je predvsem železo. Izbran je bil za prikaz navdušenja nad atomsko dobo, toda železo ni in ne more biti uporabljeno kot gorivo v jedrskih reakcijah.

## Konstrukcija
Atomium je bil zgrajen kot glavni paviljon in ikona svetovne razstave v Bruslju leta 1958. Konstrukcija je bila tehnični podvig. Od devetih krogel je šest dostopnih javnosti, od katerih ima vsaka dve glavni nadstropji in nižje nadstropje, namenjeno za servisiranje. Osrednja cev ima najhitrejše dvigalo tistega časa (5 m/s), ki ga je postavila belgijska veja švicarske družbe Schlieren (ki jo je nato prevzel Schindler). 22 ljudem omogoča, da dosežejo vrh v 23 sekundah. Tekoče stopnice, nameščene v poševnih ceveh, so med najdaljšimi v Evropi. Najdaljše so dolge 35 m.
Tri od štirih zgornjih krogel nimajo navpične podpore in zato niso odprte za javnost iz varnostnih razlogov, odprta je le krogla na vrhu. Izvirno oblikovanje ni zahtevalo podpore; struktura je preprosto počivala na kroglah. Preizkusi v vetrovniku so pokazali, da bi se struktura prevrnila v vetru, ki bi pihal 80 km/h (v Belgiji je že bil veter, ki je pihal 140 km/h). Dodani so bili podporni stebri, da bi dosegli dovolj odpornosti proti prevrnitvi. 
Atomium, ki je bil zasnovan v šestih mesecih, ni bil namenjen za to, da bi ostal tudi po svetovni razstavi, vendar je postal priljubljen in značilna znamenitost bruseljske pokrajine. Njegovo uničenje so prestavljali iz leta v leto, dokler se mestne oblasti niso odločile, da ga bodo ohranile, a trideset let niso opravljali potrebnih vzdrževalnih del.

## Obnova
Do preloma tisočletja se je stanje stavbe precej poslabšalo in obsežna prenova je bila nujno potrebna. Obnova se je začela marca 2004; oktobra je bil zaprt in ostal zaprt do 18. februarja 2007. Aluminijaste plošče na kroglah so zamenjali z nerjavnim jeklom. 21. decembra 2005 je bila testirana nova razsvetljava. Meridiani vsake krogle so bili prekriti s pravokotnimi jeklenimi ploščami, v katerih je bila vključena LED-razsvetljava. Luči lahko simultano utripajo ali pa se obračajo ob vsakem poldnevniku, kar simbolizira pomikanje elektronov okoli jedra.
14. februarja 2006 je Atomium uradno ponovno odprl princ Filip, 18. februarja 2006 pa so ga ponovno odprli za javnost.
Prenova je stala 26 milijonov evrov. Bruselj in Društvo Atomium sta plačala tretjino stroškov, belgijska vlada pa je financirala dve tretjini. Da bi pomagali plačati obnovo, so bili deli starih aluminijastih plošč javnosti prodani kot spominki. En trikotni kos približno 2 metra (7 ft) je bil prodan za 1000 evrov. 
Ob ponovnem odprtju marca 2006 je bil izdan priložnostni kovanec za 2 evra, ki prikazuje stavbo.

## Galerija
- Pogled z žabje perspektive
- Tekoče stopnice v Atomiumu povezujejo krogle
- Razgled
- Atomium ponoči

## Avtorske pravice
SABAM, belgijska družba za avtorske pravice, je zahtevala svetovne pravice do intelektualne lastnine za vse objave slik prek Združenja Združenih držav za umetniške pravice (ARS).  SABAM je na primer izdal zahtevo, da morajo Združene države s svojih spletnih strani odstraniti vse slike Atomiuma. Odgovorili so, da bodo slike nadomestili z opozorilom, da se Atomium ne sme fotografirati in da bo A.S.B.L. Atomium tožil, če bodo pokazane.  SABAM je potrdil, da je potrebno dovoljenje.
Ralf Ziegermann je opozoril na zapletena navodila na spletni strani Atomiuma za zasebne slike. Organizatorji belgijske dediščine Anno Expo (načrtovanje praznovanja 50. obletnice Expa 58) v mestu Mechelen so napovedali "kulturno gverilno stavko", tako da so prosili ljudi, naj pošiljajo svoje stare fotografije Atomiuma in prosili 100 fotošoparjev, da prebarvajo krogle. SABAM je odgovoril, da bodo za leto 2008 izjeme in da bodo ljudje lahko objavljali zasebne fotografije eno leto le v nekomercialne namene. 
Anno Expo so zaradi zapletov cenzurirali del svojega poročila in se sklicevali na sestanek, ki so ga imeli s SABAM-om. Župan mesta Mechelen Bart Somers je imel avtorske pravice za Atomium za absurdne. 
23. februarja 2009 je Axel Addington, upravitelj spletnih vsebin Atomiuma, pojasnil spletni strani Glass Steel in Stone, ki je že nekaj let pred tem zaradi groženj umaknila fotografije Atomiuma:
Avtorske pravice zahtevajo potomci Andréja Waterkeyna, inženirja, ki je leta 1955 zasnoval Atomium, in ne A.S.B.L. Atomium. Torej, vas je verjetno  SABAM (belgijska družba za avtorske pravice) tožila zaradi družine Waterkeyn.
S spletnega mesta Atomiuma: zdaj omejitve avtorskih pravic ne veljajo za fizične osebe pod temi pogoji :
Če fotografije posnamejo posamezniki in so prikazane na zasebnih spletnih straneh brez komercialnih namenov (sedanji fotoalbumi).
V skladu z zakonodajo bodo pravice do uporabe slike Atomiuma seveda razširjene 1. januarja 2076 ob sedemdeseti obletnici smrti Andréja Waterkeyna.
Poleti leta 2015 je belgijska politična stranka Open Vld predlagala zakon o omogočanju svobode panorame. Zakon je bil sprejet junija 2016 in po njem so lahko fotografije Atomiuma in drugih javnih zgradb z avtorsko pravico javno objavljene. 

## V popularni kulturi
Atomium je deseti postanek dirke The Amazing Race 19. Vidimo ga lahko tudi v ozadju videospota pesmi Paint Box skupine Pink Floyd iz leta 1968. V računalniški igri RollerCoaster Tycoon 2 ga igralec lahko postavi kot scenski predmet.